# Wiilerbach
Der Wiilerbach oder Wilerbach oder Hegibach ist ein fast 15 Kilometer langer und südwestlicher Zufluss des Bodensees, der in den beiden Schweizer Kantonen St. Gallen und Thurgau verläuft. Der Wiilerbach wird nach Schweizer Flussklassen als kleiner Bach eingestuft.

## Geographie

### Verlauf
Der Wiilerbach entspringt im Hudelmoos nahe Muolen, wird dort noch Hegibach genannt, verläuft durch Amriswil, wo sein Name sich in Wiilerbach bzw. Wilerbach ändert, und mündet schliesslich in Egnach, wo er mehrere kleine Häfen und einen Damm passiert, im Bodensee. Entlang dem 14,8 km langen Verlauf des Wiilerbachs finden sich unter anderem wertvolle Auwiesen.

### Einzugsgebiet
Das 20,73 km² grosse Einzugsgebiet des Wiilerbachs liegt im Schweizer Mittelland und wird durch ihn über den Rhein zur Nordsee entwässert.
Es besteht zu 9,5 % aus bestockter Fläche, zu 75,1 % aus Landwirtschaftsfläche, zu 15,2 % aus Siedlungsfläche und zu 0,2 % aus unproduktiven Flächen.
Die Flächenverteilung
Die mittlere Höhe des Einzugsgebietes beträgt 459,9 m ü. M.

### Zuflüsse
(Von der Quelle zur Mündung)
- Pfinbach (links), 0,6 km[8]
- Hueberbach (links), 2,0 km, 1,91 km²
- Tobelbach (links), 0,5 km[8]
- Geissbach (links), 0,7 km[8]
- Bilchebach (rechts), 0,9 km[8]
- Viertelbach (Saunestbach) (rechts), 2,6 km, 2,07 km²
- Bärgbach (rechts), 4,2 km, 3,34 km²
- Spechzelgbach (rechts), 1,0 km

### Orte am Wiilerbach
- Muolen
- Amriswil
- Gemeindegebiet von Salmsach (Grenze)
- Egnach

## Hydrologie
Bei der Mündung des Wiilerbachs in den Bodensee beträgt seine modellierte mittlere Abflussmenge (MQ) 330 l/s. Sein Abflussregimetyp ist pluvial inférieur, und seine Abflussvariabilität beträgt 25.

## Mühle
Am Wiilerbach liegt im Ortsbereich von Amriswil die Hellmühle, welche in der Vergangenheit ihre Wasserkraft aus dem Wiilerbach erhielt.